# 光時
光時（Light hour）是長度單位之一，是光於一小時在真空所行走的距離，一光時相等於1,079,252,848,800米（~ 1.08兆米）。但由於以光時這個單位測量恆星顯得太小，而測量太陽系天體又顯得太大，因此這個單位不常用。
冥王星的公轉軌道半徑約為5.473光時。